# テレビ津山
株式会社テレビ津山（テレビつやま、TV Tsuyama Inc.・通称：ごんごネット）は、岡山県津山市小田中に本社があるケーブルテレビ局である。
MSOであるTOKAIケーブルネットワークのグループ局である。

## サービスエリア
全て岡山県。

### 現在
- 津山市（一部を除く）
- 勝田郡勝央町

### 過去
- 苫田郡鏡野町（一部を除く、2015年2月まで）
  - 鏡野町有線テレビに移行。

## 沿革
- 1976年（昭和51年）
  - 2月1日 - 津山放送株式会社（つやまほうそう）設立。発起人会開催。
  - 7月1日 - 試験電波発射、テスト番組放送。
  - 8月1日 - 自主放送事業者正式認可。
  - 9月21日 - 自主放送開始（コミュニティ番組）。
- 1995年（平成7年）2月1日 - 現在の社名変更。多チャンネル事業化。
- 2005年（平成17年）12月1日 - アニマックスの再送信を開始。
- 2006年（平成18年）3月31日 - 文字放送番組（中国地方の天気・プロ野球ニュース・株式情報）を終了。
- 2007年（平成19年）6月1日 - デジタル放送を開始。
- 2008年（平成20年）
  - 8月1日 - アナログ・ペイチャンネルサービスの廃止とアナログ基本チャンネルのサービス追加[2]。自主制作放送のデジタル放送開始[3]。
  - 9月4日 - 鏡野町有線テレビ自主制作放送のアナログ試験放送開始[4]。
- 2011年（平成23年）4月1日 - サンテレビのデジタル再送信開始。
- 2012年（平成24年）9月30日 - BS・CS放送のアナログ配信を終了[5]
- 2015年（平成27年）2月 - 鏡野町でのケーブルテレビ事業終了。鏡野町有線テレビに事実上営業譲渡。
- 2017年（平成29年）11月1日 - 2018年（平成30年）1月を目処にTOKAIホールディングス傘下に入る予定であることを発表[6]。
- 2018年（平成30年）2月9日 - TOKAIホールディングス傘下の倉敷ケーブルテレビの連結子会社になる[7]。

## 主な放送チャンネル

### 地上波系列別再送信局
| NHK-G   | NHK-E   | NNN/NNS    | ANN          | JNN         | TXN            | FNN/FNS  | JAITS      |
| ------- | ------- | ---------- | ------------ | ----------- | -------------- | -------- | ---------- |
| NHK岡山 | NHK岡山 | 西日本放送 | 瀬戸内海放送 | RSK山陽放送 | テレビせとうち | 岡山放送 | サンテレビ |

### テレビ局
| デジタル | 放送局                                                |
| -------- | ----------------------------------------------------- |
| 1        | NHK岡山総合                                           |
| 2        | NHK岡山Eテレ                                          |
| 3        | サンテレビジョン                                      |
| 4        | 西日本放送                                            |
| 5        | 瀬戸内海放送                                          |
| 6        | RSK山陽放送                                           |
| 7        | テレビせとうち                                        |
| 8        | 岡山放送                                              |
| 12-1     | コミュニティチャンネル                                |
| （12-3） | 鏡野町有線テレビ自主制作放送 （デジタルは試験放送中） |

2015年3月31日をもって、アナログ放送を終了した。
BS・CS放送
| デジタル | 放送局                             |
| -------- | ---------------------------------- |
| 101      | NHK BS                             |
| 141      | BS日テレ                           |
| 151      | BS朝日                             |
| 161      | BS-TBS                             |
| 171      | BSテレ東                           |
| 181      | BSフジ                             |
| 191      | WOWOWプライム                      |
| 192      | WOWOWライブ                        |
| 193      | WOWOWシネマ                        |
| 200      | BS10                               |
| 201      | BS10スターチャンネル               |
| 211      | BS11                               |
| 222      | TwellV                             |
| 231      | 放送大学テレビ                     |
| 700      | えんてれ                           |
| 701      | oniチャンネル                      |
| 710      | ショップチャンネル                 |
| 711      | QVC                                |
| 712      | ウェザーニュース                   |
| 721      | フジテレビTWO ドラマ・アニメ       |
| 728      | フジテレビNEXT ライブ・プレミアム  |
|          |                                    |
| 734      | スカイ・A                          |
| 735      | GAORA                              |
| 736      | 日テレG+                           |
| 737      | ゴルフネットワーク                 |
| 739      | フジテレビONE スポーツ・バラエティ |
| 750      | チャンネルNECO                     |
| 751      | ファミリー劇場                     |
| 755      | スーパー!ドラマTV                  |
| 758      | AXNミステリー                      |
| 759      | ザ・シネマ                         |
| 763      | 衛星劇場                           |
| 764      | 東映チャンネル                     |
| 765      | TBSチャンネル1                     |
| 766      | テレ朝チャンネル1                  |
| 770      | スペースシャワーTV                 |
| 774      | 歌謡ポップスチャンネル             |
| 781      | キッズステーション                 |
| 782      | アニマックス                       |
| 790      | 日経CNBC                           |
| 793      | 日テレNEWS24                       |
| 795      | テレ朝チャンネル2                  |
| 798      | ヒストリーチャンネル               |
| 810      | グリーンチャンネル                 |
| 811      | グリーンチャンネル2                |
| 812      | SPEEDチャンネル                    |
| 950      | プレイボーイチャンネル             |
| 951      | レインボーチャンネル               |
| 952      | ミッドナイト・ブルー               |
| 953      | パラダイステレビ                   |
| 954      | ピンクチェリー                     |

デジタル放送はJC-HITSを使用している。